# Provincia di Alajuela
La provincia di Alajuela, in Costa Rica, è la seconda per numero di abitanti e per importanza. La provincia confina a nord con il Nicaragua, ad est con la provincia di Heredia, a sud con la provincia di San José, ad ovest con quella di Guanacaste e a sudovest con la provincia di Puntarenas.

## Geografia
Il capoluogo della provincia, Alajuela si estende sul versante occidentale del Valle Centrale, e costituisce la propaggine naturale dell'agglomerato urbano di San José.
La provincia è una delle più estese del paese; le altitudini variano da 92 m s.l.m. ai 2.704 m della sua cima più alta, il vulcano Poás. 
La Cordigliera Vulcanica Centrale, la Cordigliera di Tilarán e la Cordigliera di Guanacaste costituiscono i principali rilievi della provincia. Due sono i vulcani attivi: il vulcano Arenal e il Poás, quest'ultimo è uno dei pochi vulcani in attività che è possibile visitare spingendosi sino all'orlo del cratere principale (che ha un diametro di un chilometro e profondità di 314 metri). Sul fondo del cratere sono attive alcune fumarole e una debole attività geiseriana.
Anche il profilo climatico è assai vario; la biodiversità della provincia è notevole: a pochi chilometri di distanza cambiano completamente la flora e la fauna. Le temperature medie provinciali oscillano comunque tra i 23° e i 26° tutto l'anno; per questo motivo il National Geographic ha definito il clima di Atenas come il migliore clima del mondo.

## Economia
L'economia della provincia si basa sulla produzione di caffè, canna da zucchero, zucchero, riso, fagioli, mais, frutta e ortaggi in genere. Mano mano che aumenta l'altitudine le colture arboree tropicali e subtropicali (mango, papaya), lasciano spazio a quelle più temperate (pesche, susine, agrumi e perfino mele).
La provincia di Alajuela ospita l'aeroporto internazionale Juan Santamaría, il principale del paese.

## Ambiente
Numerose sono molte sono le aree protette, fra le quali il Parco nazionale del vulcano Poás e il Parco nazionale Juan Castro Blanco, la riserva nazionale di fauna silvestre Caño Negro, oltre a numerose altre riserve faunistiche. 

## Luoghi di interesse
Oltre ai percorsi naturalistici, nel territorio provinciale si trovano alcuni centri abitati storici fra i quali San Ramón, Zarcero e Sarchí, questi ultimi conosciuti per la produzione di artigianato in legno (carriuole dipinte a mano) e l'arte topiaria.

## Geografia antropica

### Suddivisioni amministrative
La provincia di Alajuela è divisa in 15 cantoni:
- Alajuela
- Alfaro Ruiz
- Atenas
- Grecia
- Guatuso
- Los Chiles
- Naranjo
- Orotina
- Palmares
- Poás
- San Carlos
- San Mateo
- San Ramón
- Upala
- Valverde Vega